# Epirhyssa mexicana
Epirhyssa mexicana là một loài tò vò trong họ Ichneumonidae.